# UNCED
UNCED,
FN's Miljø- og Udviklingskonference eller Rio-konferencen om Bæredygtig Udvikling (eng. The United Nations Conference on Environment and Development (UNCED), eller "Rio Summit", "Rio Conference", "Earth Summit") var en international FN konference i Rio de Janeiro i Brasilien mellem 3. og 14. juni 1992.
Samtidig blev der afviklet en alternativ udstilling og konference for de folkelige organisationer, Global Forum. På Global Forum vedtog NGO-deltagere en række tekster: 'Alternative Treaties', herunder en Debt Treaty (Traktat om gæld).
Til konferencen optrådte flere internationale musikere, blandt andet den amerikanske sanger og miljøforkæmper John Denver.